# りょうけん座ベータ星
りょうけん座β星（りょうけんざベータせい、Beta Canum Venaticorum, 略称 β CVn）は、りょうけん座で2番目に明るい恒星である。

## 概要
| 太陽 | りょうけん座β星 |
| ---- | --------------- |
| 太陽 | Exoplanet       |

黄色のG型主系列星。りょうけん座で一番明るいα星の側にあり、α星とβ星のペアを星座の中の「南の犬」とみなしている。

## 観測
りょうけん座β星は太陽に比べてやや金属（ヘリウムより重い元素を指す）が乏しく、質量、年齢、その他の特性において太陽に非常に良く似ている恒星である。このためにソーラーアナログと呼ばれる。
分光光学による観測では、3auの軌道を6.65年の周期で回る伴星の存在が示唆されているが、測定器の感度限界まで用いてもこの恒星には伴星が見つかっていない。また褐色矮星がこの恒星を巡る軌道に無いか探索されたが見つかっていない。
この恒星のスペクトルは彩層から非常に弱いカルシウムイオン (Ca II) が検知されており、スペクトル型が似ている恒星とスペクトル比較を行う上で有用な基準になっている（Ca II の輝線は読み出し易く、恒星の彩層の活動レベルを測るために良く使われている）。

## 生命の存在可能性
2006年、天文生物学者マーガレット・ターンブルはりょうけん座β星を地球外生命探査において最も有望な恒星と位置づけた。
天文生物学上、10パーセク圏内では最も太陽に似ている恒星であることが理由である。

## 名称
固有名のカラ (Chara) は「南の犬」を表す2つの星に与えられた名であるが、後にβ星を指すようになった。Charaはギリシャ語で「かわいい者、親愛なる者」を意味する言葉に由来する。2016年7月20日、国際天文学連合の恒星の命名に関するワーキンググループ (Working Group on Star Names, WGSN) は、りょうけん座β星の固有名として Chara を正式に承認した。